# Pehr Köhler
Pehr Köhler, född 1784, död 1810, var en svensk miniatyrmålare.
Köhler var främst verksam som miniatyrmålare. Bland hans verk märks porträtt av Johan Olof Wallin, Mariana Koskull (1809, Nationalmuseum)  och Carl Peter Hagberg (Klara kyrka).